# Amín Džamáíl
Amín Pierre Džamáíl (arabsky أمين بيار الجميٌل‎, ‎* 22. ledna 1941, Bikfája) je libanonský politik z řad maronitských křesťanů, který v letech 1982 až 1988 zastával úřad libanonského prezidenta poté, co byl v září 1982 spáchán atentát na jeho předchůdce a mladšího bratra Bašíra Džamáíla (1947–1982).
Po skončení prezidentského mandátu přednášel na amerických univerzitách. V roce 2000 se vrátil do Libanonu a začal opět působit na tamní politické scéně. V listopadu 2006 zahynul při atentátu jeho syn Pierre Amín (1972–2006), toho času ministr průmyslu libanonské vlády. Od roku 2007 stál v čele politické strany Katáib, kterou založil jeho otec Pierre (1905–1984), kde jej v roce 2015 vystřídal jeho syn Samy (* 1980).